# Meio intergaláctico morno-quente

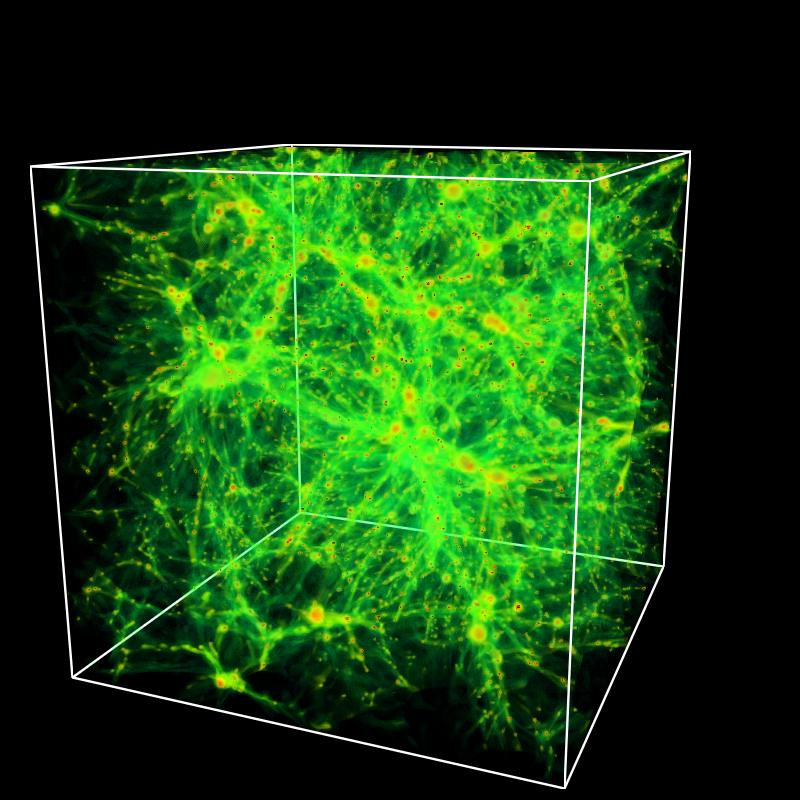
Simulação de computador mostrando a distribuição de gás intergaláctico morno-quente

O meio intergaláctico morno-quente (WHIM) é o plasma esparso, morno a quente (105 a 107 K) que os cosmólogos acreditam existir nos espaços entre as galáxias e conter 40-50% da 'matéria normal' bariônica no universo na época atual. O WHIM pode ser descrito como uma teia de gás quente e difuso que se estende entre galáxias e consiste em plasma, bem como átomos e moléculas, em contraste com a matéria escura. O WHIM é uma solução proposta para o problema de bárion ausente, onde a quantidade observada de matéria bariônica não corresponde às previsões teóricas da cosmologia.
Muito do que se sabe sobre o meio intergaláctico morno-quente vem de simulações de computador do cosmos. Espera-se que o WHIM forme uma estrutura filamentosa de bárions tênues e altamente ionizados com uma densidade de 1-10 partículas por metro cúbico. Dentro do WHIM, choques de gás são criados como resultado de núcleos galácticos ativos (AGN), juntamente com os processos gravitacionais de fusão e acreção. Parte da energia gravitacional fornecida por esses efeitos é convertida em emissões térmicas da matéria por aquecimento por choque sem colisão.
Por causa da alta temperatura do meio, a expectativa é que ele seja mais facilmente observado a partir da absorção ou emissão de radiação ultravioleta e de raios-X de baixa energia. Para localizar o WHIM, os pesquisadores examinaram observações de raios-X de um buraco negro supermassivo em rápido crescimento conhecido como núcleo galáctico ativo, ou AGN. Os átomos de oxigênio no WHIM foram vistos absorvendo os raios-X que passam pelo meio. Em maio de 2010, um reservatório gigante de WHIM foi detectado pelo Observatório de Raios-X Chandra ao longo da estrutura em forma de parede de galáxias (Muralha do Escultor) a cerca de 400 milhões de anos-luz da Terra. Em 2018, observações de átomos de oxigênio extragalácticos altamente ionizados pareciam confirmar simulações da distribuição de massa do WHIM. Observações de dispersão de rajadas de rádios rápidas em 2020, pareceram confirmar ainda a falta de massa bariônica localizada no WHIM.

## Meio circumgaláctico
Conceitualmente semelhante ao WHIM, o meio circungaláctico (CGM) é um halo de gás ao redor das galáxias que é difuso e quase invisível. O pensamento atual é que o CGM é uma importante fonte de material de formação de estrelas e que regula o suprimento de gás de uma galáxia. Se visível, o CGM da Galáxia de Andrômeda (1.3 a 2 milhões de anos-luz) se estenderia 3 vezes a largura da Ursa Maior, facilmente a maior característica do céu noturno, e até colidiria com o nosso próprio CGM, embora isso seja não é totalmente conhecido porque residimos nele. Existem duas partes em camadas no CGM de Andrômeda: uma camada interna de gás é aninhada dentro de uma camada externa. A camada interna (500 mil anos-luz) é mais dinâmica e acredita-se que seja mais dinâmica e turbulenta devido aos fluxos de supernova, e a camada externa é mais quente e suave.